# Hydrobiosella letti
Hydrobiosella letti là một loài Trichoptera trong họ Philopotamidae. Chúng phân bố ở miền Australasia.